# Nykøbing FC
Nykøbing FC, bis 1. Juli 2013 Lolland-Falster Alliancen oder LFA ist ein dänischer Fußballverein aus Nykøbing Falster auf Falster.

## Allgemeines
Der Verein spielt in dunkelblauen Heimtrikots, Hose und Stutzen haben die gleiche Farbe.

## Geschichte

### B 1901
Der Klub Nykøbing Falster BK von 1901 wurde am 8. November 1901 gegründet. Von Beginn an war der Verein Mitglied des Lolland-Falsters Boldspil-Union, des Lolland-Falster Fußballverbandes, und der Dansk Boldspil-Union, dem dänischen Fußballverband. Zu den größten Erfolgen des Vereins zählen die Finaleinzüge um den Landespokal in den Jahren 1973 und 1983. Beim ersten Endspiel musste man sich mit 0:2 gegen Randers FC geschlagen geben, zehn Jahre darauf mit 0:3 gegen Odense BK. Da Odense zudem Vizemeister wurde, starteten sie im Folgejahr im UEFA-Pokal und B 1901 konnte im Europapokal der Pokalsieger 1983/84 teilnehmen. Nach einer 1:5- und 2:4-Niederlage gegen Schachtar Donezk war aber bereits in der ersten Runde Schluss. Bereits 1973 nahm der Klub am UEFA-Intertoto-Cup teil, schied aber auch damals in der ersten Runde aus. Nach einer 1:2-Niederlage im Hinspiel, setzte es eine 2:5-Niederlage im Rückspiel gegen Austria Salzburg.

### B 1921
Zwanzig Jahre nach Entstehung des B 1901, folgte Boldklubben von 1921, Nykøbing Falster. Die offizielle Gründung war am 13. Mai 1921. Auch dieser Klub gehörte der Lolland-Falsters Boldspil-Union sowie der Dansk Boldspil-Union an.

### Fusionierung von B 1901 und B 1921
| Saison                                     | Liga                          | Platz |
| ------------------------------------------ | ----------------------------- | ----- |
| 1994/95                                    |                               | ?     |
| 1995/96                                    | 2. Division West              | 6     |
| 1996/97                                    | 2. Division Ost               | 6     |
| 1997/98                                    | 2. Division                   | 13    |
| 1998/99                                    | Qualifikation für 2. Division | 14    |
| 1999/00                                    | Dänemarkserie                 | ?     |
| 2000/01                                    | Dänemarkserie                 | ?     |
| 2001/02                                    | Dänemarkserie                 | ?     |
| 2002/03                                    | 2. Division Ost               | 2     |
| 2003/04                                    | Viasat Sport Division         | 8     |
| 2004/05                                    | Viasat Sport Division         | 10    |
| 2005/06                                    | Viasat Sport Division         | 14    |
| 2006/07                                    | 2. Division Ost               | 1     |
| 2007/08                                    | Viasat Sport Division         | 12    |
| 2008/09                                    | Viasat Sport Division         | 14    |
| 2009/10                                    | 2. Division Ost               | 11    |
| 2010/11                                    | 2. Division Ost               | 4     |
| 2011/12                                    | 2. Division West              | 9     |
| 2012/13                                    | 2. Division Ost               | 10    |
| 2013/14                                    | 2. Division Ost               | 9     |
| 2014/15                                    | 2. Division Ost               | 5     |
| 2015/16                                    | 2. Division Aufstiegsrunde    | 3     |
| 2016/17                                    | 1. Division                   | 7     |
| 2017/18                                    | 1. Division                   | 7     |
| 2018/19                                    | 1. Division                   | 8     |
| 2019/20                                    | 1. Division                   | 10    |
| 2020/21                                    | 2. Division                   | 1     |
| 2021/22                                    | 1. Division                   | 6     |
| 2022/23                                    | 1. Division                   | 12    |
| 2023/24                                    | 2. Division                   | 7     |
| 2024/25                                    | 2. Division                   | 12    |
| 2025/26                                    | 3. Division                   |       |
| Bemerkung: Grün = Aufstieg, Rosa = Abstieg |                               |       |

Am 1. Juli 1994 fusionierten die Vereine B 1901 und B 1921 zu Nykøbing Falster Alliancen (NFA). Von Anfang an setzte der Klub auf Jugendarbeit und brachte immer wieder einige Talente hervor. Dabei arbeitet man im Nachwuchs mit nationalen Top-Mannschaften wie Brøndby IF zusammen, es finden regelmäßige Spieleraustausche statt. Die späteren Internationalen Esben Hansen und Kim Christensen genossen unter anderem ihre Ausbildung in der NFA-Nachwuchsabteilung.
Mit Beginn des Jahres 2006 änderte der Klub seinen Namen von Nykøbing Falster Alliancen in Lolland-Falster Alliancen.
Am 18. Juni 2006 besiegelte ihre Niederlage gegen Lyngby BK im letzten Spiel der Saison den Abstieg in die 2. Division Ost, nachdem sie drei Jahre in der nächsthöheren Viasat Sport Division spielten. Aber sie verbrachten nur eine Saison in dieser Liga und stiegen nach einem Sieg über den Kjøbenhavns Boldklub am 3. Juni 2007 wieder in die erste Division auf. Dort schaffte man mit Platz 12 den Klassenerhalt. Durch einen 1:0-Sieg am letzten Spieltag der Saison 2008/09 gegen Skive IK zog man an HIK Fodbold Hellerup vorbei, die zur selben Zeit nur 2:2 gegen Aarhus Fremad spielten und verließ somit die Abstiegsränge.
Bei Punktgleichheit hätte jedoch noch das bessere Torverhältnis für LFA gesprochen. Während man 2008/09 noch acht Siege hatte feiern können, reichte es im Folgejahr zu nur noch vier. Herbe Enttäuschungen, wie eine 0:7-Niederlage gegen Thisted FC und je eine 1:5-Niederlage im Vergleich mit Silkeborg IF und Skive IK machten jede Aussicht auf einen erneuten Klassenerhalt zunichte. Dies bedeutete Rang 14, vierzehn Punkte hinter einem Nichtabstiegsplatz. Somit war der Abstieg bereits fünf Spieltage vor Ende beschlossene Sache. Kurz nach dem Abstieg verließen den Verein viele Leistungsträger. Mit Hilfe von Sponsoren konnten aber auch Stammkräfte wie Andreas Bak und Mads Jensen gehalten werden.
Ab Sommer 2009 wurde der Klub von Jesper Tollefsen trainiert. Dieser war zwischen 2001 und 2002 sowie 2005 und 2007 beim dänischen Erstligisten Aarhus GF als Co-Trainer aktiv und konnte daher auf entsprechende Erfahrung zurückgreifen. Mit dieser sollte er den Verein wieder in die Viasat Sport Division führen. Der Start in die neue Saison verlief allerdings enttäuschend. Aus sieben Spielen holte das Team fünf Punkte und erzielte nur zwei Treffer. Am 1. Juli 2013 wurde die Umbenennung in Nykøbing FC vorgenommen.

## Sponsoren und Ausstatter

### Bisherige Trikotsponsoren
- aktuell: Lotto-Henrik

### Bisherige Bekleidungsausstatter
- aktuell: Nike

## Stadion
LFA trägt seine Heimspiele im Nykøbing Falster Idrætspark in Nykøbing Falster aus. Das Stadion fasst 10.000 Zuschauer. Während der U-17-Fußball-Europameisterschaft 2002 vom 27. April bis 10. Mai 2002 in Dänemark, wurden dort drei Vorrundenspiele der Gruppe C ausgetragen.

## Erfolge
- Meister 2. Liga: 1913, 1919, 1920, 1922, 1926
- Meister 3. Liga: 1917, 1921, 1924, 1925
- 2. Division Ost: 2007

## Ehemalige bekannte Spieler
(Auswahl)
| - Kim Christensen - Søren Christensen - Anders Due - Esben Hansen - Mathias Gehrt - Bjarne Goldbæk | - Claus Jensen - Clement Kafwafwa - Jonas Kamper - Momodou Njie - Lars Pleidrup - Mikkel Rygaard |

## Trainer
| - 1994–1996: Finn Petersen - 1996: Jan Øster - 1997–1998: Peter Bonde - 1998–1999: Finn Petersen - 2000: Jesper Pedersen - 2000–2006: Carsten Broe - 2006–2007: Tom Nielsen - 2008: Jens F. Olsen - 2008: Per Berg Larsen | - 2008: Jesper Hansen - 2009: Per Berg Larsen - 2009–2011: Jesper Tollefsen - 2011–2013: Jeppe Tengbjerg - 2013–2014: Jan Jacobsen - 2014–2019: Jens F. Olsen - 2019–2020: Brian Rasmussen - 2020–2025: Claus Jensen - 2025–: Mikkel Thygesen |

## Weitere Teams

### Frauenmannschaft
LFA hat eine Frauenmannschaft. Die wohl bekannteste Spielerin, die dort spielte, ist die aktuelle Nationalspielerin Johanna Rasmussen.